# Col de la Fache
Le col de la Fache (en espagnol cuello de la Facha) est un col de montagne pédestre frontalier des Pyrénées à 2 664 ou 2 668 mètres d'altitude entre le département français des Hautes-Pyrénées, en Occitanie, et la province espagnole de Huesca en Aragon.
Il est situé sur la frontière franco-espagnole.

## Toponymie
En occitan, fache, facla signifie « barre rocheuse ».

## Géographie
Le col de la Fache est encadré par la Grande Fache (3 005 m) au sud et le pic de Cambalès (2 965 m) au nord. Entre les croix frontière no 312 et no 313.

## Voies d'accès
On y arrive côté français depuis le Pont d'Espagne (1 520 m) et la vallée du Marcadau au fond de laquelle se trouve le refuge Wallon (1 865 m). De là on traverse le gave du Marcadau et bifurquer à la passerelle de Loubosso en direction des lacs de la Fache (2 390 m). L'ascension jusqu'au col s'effectue par un sentier signalé par des cairns. 
Côté espagnol, le col donne accès à la vallée de Tena et plus précisément sur celle de Panticosa, creusée par le barranco de campo Plano. On y apprécie de nombreux lacs : ibónes de Respomuso et de campo Plano.